# Videotrénink interakcí

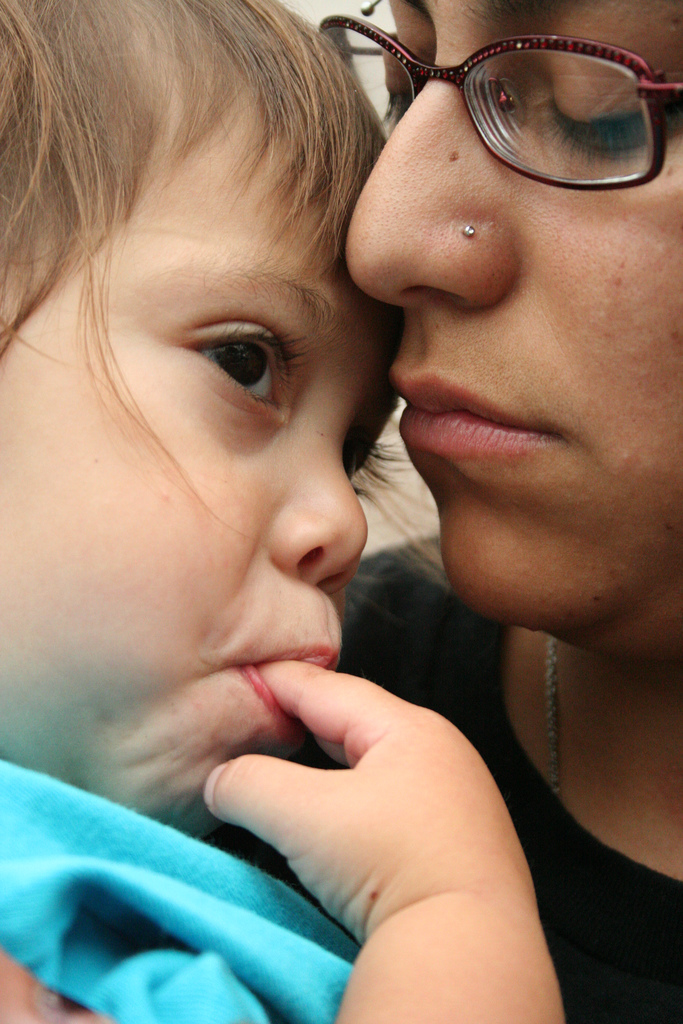
Videotrénink je také nástrojem zlepšení komunikace

Videotrénink interakcí VTI (anglicky Video Home Training VHT nebo Video Interaction Guidance VIG) je krátkodobou intervenční a terapeutickou metodou práce s videozáznamem, užívanou při poruchách interakce mezi aktéry komunikace. Cílem videotréninku je rozvíjení sociálních dovedností, naučení principům úspěšné verbální i neverbální komunikace a podávání pozitivní zpětné vazby. VTI vyzdvihuje silné stránky zúčastněných spíše než problémy.
Tato metoda se užívá zejména v rodinném prostředí, při řešení výchovných problémů, vedení dětí a problémech v interakci mezi rodiči a dětmi. V takovém případě, poté co klient požádá o pomoc, videotrenér (terapeut) dochází nějakou dobu do rodiny a natáčí běžnou interakci (např. při hře). Pořízený záznam videotrenér analyzuje a společně s klientem navrhne kroky vedoucí k nápravě. Po nějaké době se natáčení opět opakuje. Znovu se vyhodnocují případné úspěchy a navrhují další postupy. Takto se pokračuje (obvykle 3-4x), dokud není klient s výsledkem spokojený a dokud nejsou dosaženy předem stanovené cíle. Podobným způsobem se dá VTI využít i ve školním a firemním prostředí.

## Historie vzniku VTI
Poprvé byl videotrénink použit v klinické praxi v roce 1980 v Nizozemsku. Inspirací pro něj byla práce etologů, kteří kameru již nějakou dobu využívali, pro záznam chování zvířat v přirozeném prostředí. Podobně, zakladatelé videotréninku interakcí Maria Aarts a Harrie Biemans, využili kameru v běžných, neproblémových situacích rodiny. Při zhlédnutí záznamu účastníci poznávali dobré sociální návyky, které tak mohly být ve spolupráci s terapeutem dále posilovány a rozvíjeny. Videotrénink se tak stal alternativou k institucionálnímu umístění dětí s poruchami v sociálním vývoji a to přímo v domácím prostředí. Dalšími významnými osobnostmi VTI jsou manželé Hanuš a Mechthild Papouškovi, Colwyn Trevarthen a Reuven Feuerstein. Do České republiky se VTI dostal v roce 1993, kdy byla založena nevládní organizace SPIN, v současné době jediná autorita v České republice s oprávněním udělovat certifikáty pro VTI.